# Kānī Bodāgh
Kānī Bodāgh (persiska: کانی بداغ) är en ort i Iran.   Den ligger i provinsen Västazarbaijan, i den nordvästra delen av landet, 500 km väster om huvudstaden Teheran. Kānī Bodāgh ligger 1 668 meter över havet och antalet invånare är 260.
Terrängen runt Kānī Bodāgh är kuperad, och sluttar västerut. Runt Kānī Bodāgh är det ganska glesbefolkat, med 48 invånare per kvadratkilometer. Närmaste större samhälle är Naqadeh, 15,3 km norr om Kānī Bodāgh. Trakten runt Kānī Bodāgh består i huvudsak av gräsmarker.